# Хорошовка (Башкортостан)
Хорошовка (баш. Хорошовка) — деревня в Ермекеевском районе Республики Башкортостан Российской Федерации. Входит в состав  Бекетовского сельсовета. 

## География

### Географическое положение
Расстояние до:
- районного центра (Ермекеево): 49 км,
- центра сельсовета (Бекетово): 24 км,
- ближайшей ж/д станции (Приютово): 5 км.

## Население
| 2002 | 2009 | 2010 |
| ---- | ---- | ---- |
| 4    | ↘3   | ↗5   |

### Национальный состав
Согласно переписи 2002 года, преобладающие национальности — русские (50 %), татары (50 %).